# 黄金作戦 追いつ追われつ
『黄金作戦 追いつ追われつ』（おうごんさくせんおいつおわれつ、The Adventures of Bullwhip Griffin）は1967年のアメリカ合衆国の冒険コメディ映画。シド・フライシュマンの小説『ぼくのすてきな冒険旅行（Gold Rush! ぼくと相棒のすてきな冒険）』を原作にした作品で、ゴールドラッシュを舞台に名家の息子を助ける執事を描く。ウォルト・ディズニー・プロダクション製作。出演はロディ・マクドウォールなど。

## キャスト
| 役名                       | 俳優                   | 日本語吹替 |
| -------------------------- | ---------------------- | ---------- |
| エリック・グリフィン       | ロディ・マクドウォール | 安原義人   |
| アラベラ・フラッグ         | スザンヌ・プレシェット | 塩田朋子   |
| ジャック・フラッグ         | ブライアン・ラッセル   |            |
| ヒギンズ                   | カール・マルデン       | 富田耕生   |
| サム・トリンブル           | ハリー・ガーディノ     | 谷口節     |
| クエンティン・バートレット | リチャード・ヘイデン   |            |
| オックス                   | マイク・マズルキ       | 郷里大輔   |
| アイリーン夫人             | ハーマイアニ・バデリー |            |
| ジョー・ターナー           | アラン・カーニー       |            |
| スウェイン                 | リアム・レドモンド     | 藤本譲     |
| バートン氏                 | セシル・ケラウェイ     |            |
| 打楽器奏者                 | ジム・マクドナルド     |            |

## スタッフ
- 監督：ジェームズ・ニールソン（英語版）
- 製作：ウォルト・ディズニー
- 原作：シド・フライシュマン
- 脚本：ローウェル・S・ハウリー（英語版）
- 撮影：エドワード・コールマン（英語版）
- 音楽：シャーマン兄弟、メル・リーブン（英語版）、ジョージ・ブランズ